# Kongo-Kinshasa i olympiska sommarspelen 2004
Kongo-Kinshasa i olympiska sommarspelen 2004 bestod av 4 idrottare som blivit uttagna av Kongo-Kinshasas olympiska kommitté.

## Bordtennis
| Idrottare                   | Gren       | Omgång 1              | Omgång 2                   | Omgång 3             | Omgång 4             | Kvartsfinaler        | Semifinaler          | Final                |                  |
| Idrottare                   | Gren       | Motståndare Resultat  | Motståndare Resultat       | Motståndare Resultat | Motståndare Resultat | Motståndare Resultat | Motståndare Resultat | Motståndare Resultat |                  |
| --------------------------- | ---------- | --------------------- | -------------------------- | -------------------- | -------------------- | -------------------- | -------------------- | -------------------- | ---------------- |
| Momo Babungu                | Herrsingel | Merotohun (NGR) L 0-4 | Gick inte vidare           | Gick inte vidare     | Gick inte vidare     | Gick inte vidare     | Gick inte vidare     | Gick inte vidare     | Gick inte vidare |
| Jose Luyindula              | Herrsingel | O (PRK) L 0-4         | Gick inte vidare           | Gick inte vidare     | Gick inte vidare     | Gick inte vidare     | Gick inte vidare     | Gick inte vidare     | Gick inte vidare |
| Momo Babungu Jose Luyindula | Herrdubbel | i.u.                  | Korbel/Vyborny (CZE) L 0-4 | Gick inte vidare     | Gick inte vidare     | Gick inte vidare     | Gick inte vidare     | Gick inte vidare     | Gick inte vidare |

## Friidrott
Herrar
Bana, maraton och gång
| Idrottare   | Gren      | Heat     | Heat      | Kvartsfinal | Kvartsfinal | Semifinal | Semifinal | Final            | Final            |
| Idrottare   | Gren      | Resultat | Placering | Resultat    | Placering   | Resultat  | Placering | Resultat         | Placering        |
| ----------- | --------- | -------- | --------- | ----------- | ----------- | --------- | --------- | ---------------- | ---------------- |
| Gary Kikaya | 400 meter | 45.57    | 4 q       | i.u.        | i.u.        | 45.58     | 6         | Gick inte vidare | Gick inte vidare |

Damer
Bana, maraton och gång
| Idrottare              | Gren      | Heat     | Heat      | Kvartsfinal | Kvartsfinal | Semifinal        | Semifinal        | Final            | Final            |
| Idrottare              | Gren      | Resultat | Placering | Resultat    | Placering   | Resultat         | Placering        | Resultat         | Placering        |
| ---------------------- | --------- | -------- | --------- | ----------- | ----------- | ---------------- | ---------------- | ---------------- | ---------------- |
| Noelly Mankatu Bibiche | 800 meter | 2:06:23  | 6         | i.u.        | i.u.        | Gick inte vidare | Gick inte vidare | Gick inte vidare | Gick inte vidare |